# Світ навиворіт
«Світ Нави́воріт», також «Світ Навиворіт з Дмитром Комаровим» — українська пізнавальна телепрограма про подорожі, автором і ведучим якої є Дмитро Комаров. Прем'єра відбулася 11 грудня 2010 року на телеканалі «1+1».
Передача фокусується на маловідомих регіонах світу, а також на аспектах життя різних країн, що зазвичай залишаються поза увагою масового туризму. У деяких випусках знакові туристичні об'єкти показуються під незвичним кутом зору. Кожен сезон присвячений окремій країні або регіону.

## Про програму

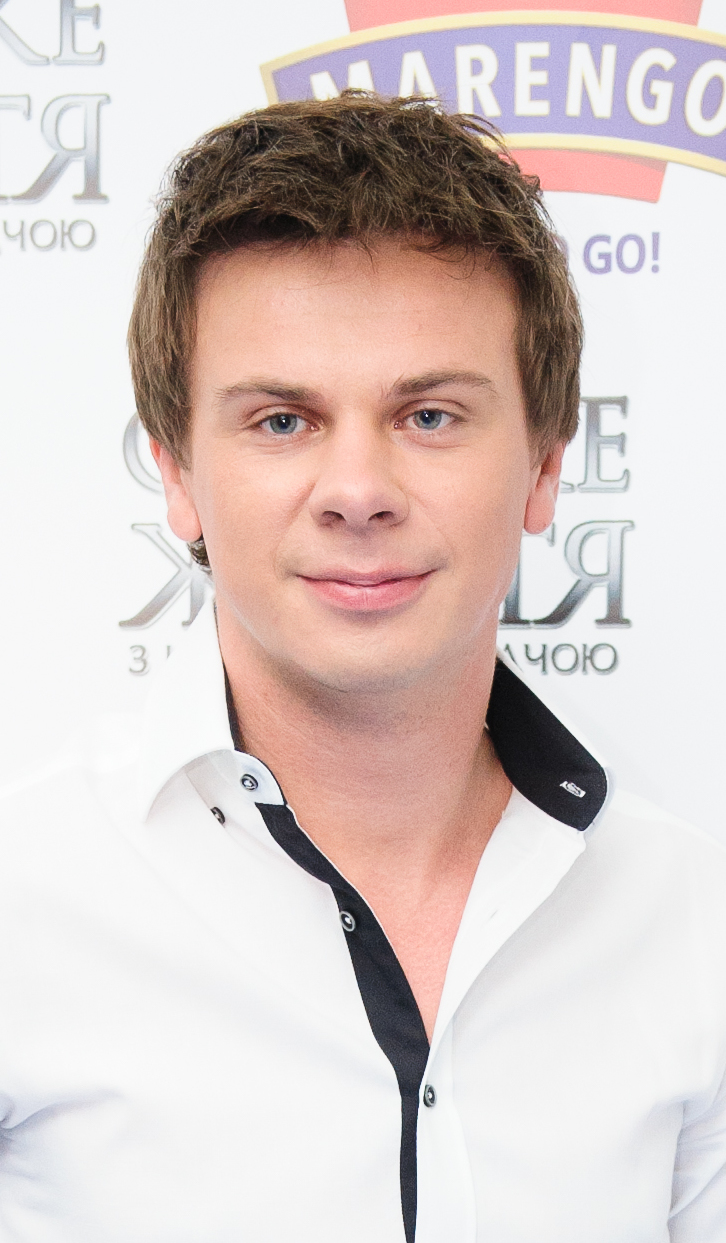
Ведучий проєкту Дмитро Комаров

«Світ навиворіт» показує нетуристичні та маловивчені регіони планети. Автор проєкту Дмитро Комаров у своїх репортажах фокусується насамперед на зворотному боці життя країни, якого зазвичай не бачать туристи. Якщо ж репортаж робиться у відомій туристичній точці, то її розкривають для глядача з незвичайного ракурсу, з «вивороту».
Кожен сезон телепроєкту «Світ навиворіт» присвячений одній країні чи географічному регіону.

### Виробництво
Знімальна група складається з двох основних учасників — ведучого Дмитра Комарова та оператора Олександра Дмитрієва. На місцях до них приєднується місцевий гід або перекладач, що забезпечує комунікацію з місцевим населенням. Малий склад знімальної групи дозволяє залишатися мобільними та зменшити вплив присутності камери на поведінку людей, що сприяє більш природному зображенню середовища та героїв передачі.
Перед початком знімань проводиться ретельна підготовка. В Україні команда вивчає відкриті джерела, зокрема книги, путівники та інтернет-ресурси. Після прибуття до країни маршрут уточнюється. Спільно з місцевими гідами, експертами, етнографами та іншими фахівцями створюються списки з місцями, які потрібно відвідати, а також — куди їхати не потрібно в жодному разі.
«Світ навиворіт» не має заздалегідь прописаного сценарію, що є однією з ключових особливостей проєкту. Теми та епізоди формуються безпосередньо під час перебування в країні знімань, залежно від реальних обставин, зустрічей та подій. Часто теми з'являються спонтанно — у процесі пересування територією або в результаті розмов із місцевими жителями, гідами, етнографами та дипломатами. Знімальний процес побудований як імпровізаційна експедиція. Камера фіксує не лише заплановані події, а й повсякденні ситуації, підготовку до складних знімань і непередбачувані обставини. Такий підхід забезпечує більшу правдивість та дозволяє глядачам побачити залаштунки мандрівки.
|  | Буває, їдеш — і бачиш у вікно щось таке собі, зупиняєшся — і починаєш знімати. Не менш як половина тем перебуває вже в країні зйомок за принципом „язик до Києва доведе“. По приїзді я спілкуюсь іноді навіть із десятками гідів, етнографами, дипломатами. Ми складаємо приблизний маршрут — і так є теми, про які в Інтернеті жодного слова. Країна сама підхоплює нас і пише сценарій. Такий, що самі б ми ніколи не вигадали. — розповідає Дмитро на майстер-класах. |

#### Експедиції
Кожна експедиція триває кілька місяців. Команда зазвичай проводить у країні знімань від 90 до 120 днів, проте окремі експедиції можуть тривати довше. Наприклад, експедиція до Бразилії тривала 203 дні. Знімання нерідко відбуваються в екстремальних умовах: у джунглях, пустелях, гірських районах чи віддалених поселеннях. У таких експедиціях команда часто проживає разом із місцевими громадами або племенами, долає складні маршрути, бере участь у місцевих обрядах та фестивалях. Маршрути рідко плануються детально заздалегідь, команда не бронює готелі та не купує квитки наперед — це пов'язано з тим, що графік часто змінюється залежно від знайдених тем. Майже в кожній експедиції доводиться кілька разів переносити зворотний виліт через появу нових сюжетів.
Окрему увагу в програмі приділено зануренню ведучого в місцеву культуру. Дмитро Комаров особисто бере участь у щоденному житті місцевих жителів, виконує їхню роботу, досліджує кулінарні традиції та випробовує екзотичні страви. Серед таких досвідів — участь у ловлі та приготуванні павуків-тарантулів у Камбоджі, куштування отруйної риби фуґу в Японії та харчування личинками комах у джунглях. У разі значних подій — природних катастроф, масових зібрань чи святкувань — знімальна група прямує безпосередньо до місця подій, щоб зафіксувати їх зсередини.

#### Оператор
Перший експериментальний сезон програми, знятий у Камбоджі у 2010 році, був реалізований у співпраці з оператором Андрієм Поліваним-Бухтіяровим. Із другого сезону, що відбувався в Індії у 2011 році, оператором проєкту став Олександр Дмитрієв, який відтоді є постійним членом команди.

Участь Дмитрієва у зніманнях має не лише технічний характер — він також є помітним персонажем програми, оскільки події часто розгортаються за його участі. За весь час існування програми оператор змінювався лише одного разу: під час знімань у Непалі Дмитрієв отримав травму, розрив колінної зв'язки, під час рятувальної місії після авіакатастрофи. Його тимчасово замінив оператор Олександр Шилов, який приєднався до експедиції з України.

Перша заставка програми

### Заставки та логотипи

Емблема програми в стилі червоного сонця Японії

Програма має дві основні заставки та варіації логотипа, які змінювалися з часом.
Початкову заставку використовували з 11 грудня 2010 року по 28 червня 2015 року. Вона включала кадри з представниками різних народів світу та логотип на світло-жовтому фоні з білим сонцем. Текст «Світ навиворіт» з Дмитром Комаровим" логотипа мав темно-коричневий колір. З 1 вересня 2015 року використовується оновлена версія заставки — з новими відеофрагментами, коричневим фоном і логотипом бежевого кольору. При цьому загальна композиція залишилася схожою.

Основна емблема програми — стилізоване зображення планети Земля — залишалася незмінною протягом більшої частини існування проєкту. У дев'ятому сезоні, присвяченому Японії (2017), вона була змінена: з'явилося зображення червоного сонячного диска (прапор Японії) на бежевому фоні з декоративними блискавками. За інформацією творців програми, елемент емблеми був натхнений символікою, знайденою на скельних зображеннях камбоджійських племен.

Друга заставка програми

### Трансляція в Україні та деяких країнах
З 11 грудня 2010 по 29 січня 2011 роки, в ефір каналу «1+1» програма виходила щосуботи, о 10:00 та о 10:10, пізніше о 11:00.
З 2014 по 2022 роки програма демонструвалася на різних каналах у деяких країнах світу. В Україні транслювалася на каналах «1+1» та «ТЕТ» (зараз транслюється на каналах «1+1 International» та «1+1 Україна»), в Росії — на каналі «П'ятниця!», в Білорусії — на каналі «Білорусь-2», в Таїланді — на каналі «The Ying Group», в Ізраїлі — на каналі «Стиль», в Молдові — на каналі «Accent TV», в Німеччині — на каналі «Новий світ», в Литві — на каналі «TV3 Plus Lt», а в Казахстані — на каналі «НТК», також на регіональних.
В березні 2022 року, у зв'язку зі вторгненням Росії в Україну, у своєму сторіс «Instagram» Дмитро Комаров заявив, що програма більше не буде транслюватися на каналі «П'ятниця!» та на інших російських каналах. Рішення про припинення трансляції він ухвалив після телефонної розмови з ведучою Тіною Канделакі, яка курує діяльність каналу.
|  | «Світ навиворіт. Мій теж. «Світ навиворіт» більше не виходить на «П'ятниці» і ніде або на ТБ у Росії». |

15 серпня 2022 року на «ТЕТ» розпочався повторний показ програми з повним українським дубляжем, записаним у студії «1+1 Media». Комарова дублює актор Денис Жупник. Спочатку програма транслювалася на каналі ввечері, о 17:00, а зранку, о 11:00, пізніше вночі та опівночі. 24 грудня 2022 року на «1+1 Україна» розпочався повторний показ теж з дубляжем.
З 1 листопада 2024 року програма «Світ навиворіт з Дмитром Комаровим» транслюється на телеканалі «Світ+».

## Історія створення
Ідея створення авторської тревел-програми з'явилася у Дмитра Комарова під час подорожі північною частиною Таїланду у 2008 році. На той час він вже мав досвід мандрівника, відвідавши понад 20 країн, а також працював журналістом і фотографом, готуючи репортажі для низки друкованих видань («Телетиждень», «Комсомольська правда в Україні», «Вісті в Україні», «Playboy», «EGO» тощо). Його самостійна подорож Індією навіть була внесена до Національного реєстру рекордів України — своїм ходом він подолав 20 000 км за 90 днів. Свої подорожі Комаров фінансував самостійно та по їх завершенню публікував матеріали в медіа і проводив фотовиставки.
Під час експедиції до Камбоджі та Північного Таїланду Комаров відвідував віддалені поселення та спостерігав за життям місцевих громад. Одного разу, через зсув ґрунту, йому довелося залишити авто й продовжити шлях пішки разом із мешканцями племен. Цей досвід став вирішальним — у момент, коли він фотографував сцену переправи через річку, з'явилася ідея створити відеоформат, здатний передати повноту подорожніх вражень. За його словами, «фотоапарата, диктофона та ноутбука вже було недостатньо — треба було знімати програму».
Після повернення до України Комаров розпочав розробку концепції. Назву проєкту — «Світ навиворіт» — він вигадав під час відпочинку у Східниці, що неподалік Трускавця. Саме там він писав бізнес-план майбутньої програми після виснажливої індійської експедиції. Назва виникла з пошуку синонімів до понять «інший», «невідомий», «зворотній». Комаров згадував, що варіанти були найрізноманітніші, серед них — «Зворотний бік планети», «Інша планета», але саме словосполучення «Світ навиворіт» здалося найбільш влучним.
З готовим бізнес-планом Дмитро Комаров почав звертатися до українських телеканалів у пошуках фінансування. Однак всюди отримував відмову — ніхто не хотів інвестувати в телевізійний експеримент від журналіста без досвіду у виробництві телепрограм. Переломний момент настав після випадкового знайомства з генеральним директором телеканалу «СіТі» Віталієм Докаленком та одним із продюсерів каналу «1+1». Останній побачив потенціал у проєкті й запропонував переглянути пробний випуск, однак фінансування не надав. Тоді Комаров самостійно знайшов кошти й вирушив до Камбоджі, щоб зняти пілотну серію.
Повернувшись з експедиції, Комаров постав перед новими труднощами. Замість очікуваної підтримки у вигляді редакторів та режисерів він отримав комп'ютер, помічника-монтажера Віталія Наришкіна та двотижневий термін, щоб продемонструвати власне бачення проєкту. Не маючи досвіду сценарного письма чи монтажу, Комаров вирішив діяти інтуїтивно — створити таку програму, яку йому самому було б цікаво дивитися. Після двох тижнів напруженої праці, недосипання й стресу, команда у складі двох осіб — Комарова та Наришкіна — підготувала перший експериментальний випуск.
Спочатку передбачалося, що програма вийде в ефір на каналі «СіТі». Однак після перегляду матеріалу продюсер прийняв рішення показати проєкт на телеканалі «1+1» — одному з найрейтинговіших в Україні. Прем'єра першого випуску відбулася 11 грудня 2010 року. Для Дмитра ця подія стала справжнім проривом — він не міг повірити у те, що його авторська програма вийде у прайм-тайм.
Перший сезон програми був присвячений Камбоджі та складався з 7 випусків. Оператором виступив Андрій Поліваний-Бухтіяров, а Дмитро Комаров поєднував у собі роль ведучого, сценариста, редактора, режисера. Абсолютно всю роботу з підготовки випусків було зроблено Дмитром удвох із режисером монтажу Віталієм Наришкіним. Знімання першого сезону проходили літом 2010 року. Прем'єра відбулася на «1+1» 11 грудня 2010 року. У п'ятницю, 11 грудня 2020 року, в день 10-річчя програми, о 22:45, на «1+1» вийшов ювілейний спеціальний випуск, у якому показано ексклюзивні кадри за 10-річну історію програми.

## Сезони

### Огляд сезонів
| Сезон | Країна                                     | Кількість серій | Рік       | Дата знімання                               | Дата виходу                        | Телеканал                     | Примітки      |
| ----- | ------------------------------------------ | --------------- | --------- | ------------------------------------------- | ---------------------------------- | ----------------------------- | ------------- |
| 1     | Камбоджа                                   | 7               | 2010—2011 | червень 2010                                | 11 грудня 2010 — 29 січня 2011     | 1+1                           | [ 7 ]         |
| 2     | Індія                                      | 16              | 2011      | лютий — квітень 2011                        | 3 вересня — 17 грудня 2011         | 1+1                           | [ 50 ]        |
| 3     | Африка: Танзанія, Ефіопія, Занзібар, Кенія | 15              | 2012      | грудень 2011 — січень 2012                  | 21 квітня — 28 липня 2012          | 1+1                           | [ 51 ] [ 52 ] |
| 4     | В'єтнам                                    | 19              | 2013      | жовтень — грудень 2012                      | 16 лютого — 29 червня 2013         | 1+1                           | [ 53 ]        |
| 5     | Індонезія                                  | 22              | 2014      | червень — вересень 2013                     | 1 березня — 3 серпня 2014          | 1+1                           | [ 54 ]        |
| 6     | Латинська Америка: Мексика, Куба           | 12              | 2015      | жовтень — грудень 2014                      | 29 березня — 28 червня 2015        | 1+1                           | [ 55 ]        |
| 7     | Південна Америка: Болівія                  | 9               | 2015      | січень 2015                                 | 1 вересня — 3 листопада 2015       | 1+1                           | [ 56 ]        |
| 8     | Непал                                      | 15              | 2016      | лютий — квітень 2016                        | 8 вересня — 22 грудня 2016         | 1+1                           | [ 57 ]        |
| 9     | Японія                                     | 15              | 2017      | травень — липень 2017                       | 7 вересня — 21 грудня 2017         | 1+1                           | [ 58 ]        |
| 10    | Бразилія                                   | 37              | 2018—2019 | червень — серпень 2018                      | 31 жовтня 2018 — 27 листопада 2019 | 1+1                           | [ 59 ]        |
| 11    | Китай                                      | 30              | 2020      | червень — грудень 2019                      | 29 січня — 9 грудня 2020           | 1+1                           | [ 60 ]        |
| 12    | Пакистан                                   | 24              | 2021      | жовтень — грудень 2020, січень — лютий 2021 | 13 лютого — 23 жовтня 2021         | 1+1                           | [ 61 ]        |
| 13    | Еквадор                                    | 13              | 2021—2023 | жовтень — листопад 2021                     | 30 жовтня 2021 — 18 серпня 2023    | 1+1 (2022) 1+1 Україна (2023) | [ 15 ]        |
| 14    | Колумбія                                   | 12              | 2023      | лютий 2022                                  | 3 березня 2023 — 20 травня 2023    | 1+1 Україна                   | [ 3 ]         |
| 15    | Україна                                    | 12              | 2023      | 2023                                        | 17 листопада 2023                  | 1+1 Україна                   | [ 62 ]        |
| 16    | Україна                                    | 7               | 2025      | 2025                                        | 2024                               | 1+1 Україна                   | [ 63 ]        |

## Список випусків

### Сезон 1 (Камбоджа)
| № серії (загалом) | № серії (в сезоні) | Назва серії                                | Оригінальна дата показу | Глядачів на YouTube (млн) |
| --- | ------------------ | ------------------------------------------ | ----------------------- | ------------------------- |
| 1 | 1                  | «Камбоджа. Камбоджа. Озеро Тонлесап»       | 11 грудня 2010          | 2,26                      |
| У першому випуску глядачі вирушають на озеро Тонлесап — найбільшу прісноводну водойму Індокитаю. Тут люди все життя проводять на воді: їхні будинки плавають, а сусідство може змінитися за ніч. Дмитро Комаров досліджує цей унікальний світ: дізнається, як тут вирощують рис, скільки етапів проходить зерно до тарілки, і як працюють рисові поля. Далі — екстремальна кулінарія: полювання на отруйних тарантулів, які стали делікатесом у місцевій кухні. На завершення — дегустація традиційної кхмерської горілки сараса. |                    |                                            |                         |                           |
| 2 | 2                  | «Камбоджа. Королівство Камбоджа»           | 18 грудня 2010          | 1                         |
| У другому епізоді Дмитро Комаров зустрічає біолога з колишнього СРСР, який після переїзду до Камбоджі зумів побудувати успішну кар'єру та життя. Дмитро Комаров відвідав приватний острів, що перетворений на готель преміум-класу, та вулиці старого порту з екскурсом у тіньовий бік міста. Команда проєкту відвідала єдиний спеціалізований центр лікування від укусів змій у країні, а також демонструє незвичайні місцеві підходи до медицини. Завершення серії — досвід участі у небезпечному ритуалі, пов’язаному з отруйними зміями, який Дмитро випробовує особисто. |                    |                                            |                         |                           |
| 3 | 3                  | «Камбоджа. Як видобувають рубіни і топази» | 25 грудня 2010          | 1                         |
| У третьому епізоді команда «Світ навиворіт» вирушає в мотоподорож джунглями північної Камбоджі, щоб дістатися до віддалених племен, які зберігають свій традиційний спосіб життя. Знімання охоплюють як будні мешканців, так і їхні вечірні розваги. Окрему увагу приділено нелегкій роботі на копальнях, де добувають дорогоцінне каміння, зокрема рубіни та топази. Також команда досліджує одне з найбільш незвичних кладовищ у регіоні. |                    |                                            |                         |                           |
| 4 | 4                  | «Камбоджа. Пномпень»                       | 15 січня 2011           | 0,7                       |
| У четвертому епізоді команда «Світ навиворіт» зосереджується на повсякденному житті столиці Камбоджі — Пномпеня. Знімання охоплюють ранкову зарядку місцевих жителів біля Королівського палацу, а також особливості дорожнього руху в місті. Комаров досліджує контрасти столиці: від дорогих авто до підроблених аксесуарів і особливості місцевої фінансової культури. Також команда відвідала перший у місті ресторан слов’янської кухні, де традиційні українські страви готують кхмерки. Увечері знімання переміщуються до нічного життя Пномпеня, а завершення серії присвячене знайомству з незвичним вуличним делікатесом — вареним качиним зародком.                                   |                    |                                            |                         |                           |
| 5 | 5                  | «Камбоджа. Бамбуковий поїзд»               | 8 січня 2011            | 1,5                       |
| У п’ятому епізоді команда «Світ навиворіт» досліджує нетипові явища повсякденного життя та бізнесу в Камбоджі. Розпочинається серія з унікального транспорту — бамбукового поїзда, який місцеві жителі використовують як альтернативу традиційним залізничним шляхам. Далі глядачі побачать туристичний проєкт для охочих перевірити себе в умовах виживання на безлюдному острові. Команда також завітала на сучасну фабрику з переробки морепродуктів, створену українським підприємцем, яка стала однією з найбільших у країні. Завершення випуску — знайомство з народною медициною та екзотичними лікувальними практиками, що включають використання отруйних змій у традиційних ритуалах. |                    |                                            |                         |                           |
| 6 | 6                  | «Камбоджа. Ангкор»                         | 22 січня 2011           | 0,7                       |
| У шостому епізоді команда програми досліджує повсякденне життя довкола знаменитого храмового комплексу Ангкор, який став символом Камбоджі. Попри туристичну популярність цього місця, за його межами зберігається колоритне і мало знане місцеве буття. Глядачі дізнаються, як працюють льодові фабрики, чому холодильники тут майже не використовуються, та як виглядає життя в регіоні храму Преа Віхеа — об’єкта територіальних суперечок із Таїландом. Окрему увагу команда приділяє каучуковій індустрії та національній кухні: серед іншого — традиційному вуличному делікатесу кролан та фрукту з яскравим ароматом і суперечливим запахом — дуріану.                                   |                    |                                            |                         |                           |
| 7 | 7                  | «Камбоджа. Червоні кхмери»                 | 29 січня 2011           | 0,7                       |
| Сьома серія присвячена одній з найтрагічніших сторінок історії Камбоджі — періоду правління червоних кхмерів. У межах епізоду команда відвідала меморіальні місця, пов’язані з репресіями 1975–1979 років, включно з в’язницею S-21, що стала символом геноциду. Глядачі почують унікальне інтерв’ю з колишнім в’язнем, який зумів вижити в умовах концтабору, а також дізнаються про механізми знищення населення, наслідки диктатури Пола Пота та хроніку падіння його режиму. У другій частині випуску команда підсумовує експедицію до Камбоджі, показуючи найбільш атмосферні й надихаючі моменти поїздки.                                                                                 |                    |                                            |                         |                           |

### Сезон 2 (Індія)
| № серії (загалом) | № серії (в сезоні) | Назва серії                        | Оригінальна дата показу | Глядачів на YouTube (млн) |
| ----------------- | ------------------ | ---------------------------------- | ----------------------- | ------------------------- |
| 8                 | 1                  | «Індія. Делі»                      | 3 вересня 2011          | 3,2                       |
| 9                 | 2                  | «Індія. Варанасі»                  | 10 вересня 2011         | 3,1                       |
| 10                | 3                  | «Індія. Варанасі»                  | 17 вересня 2011         | 1,7                       |
| 11                | 4                  | «Індія. Амрітсар»                  | 24 вересня 2011         | 1,4                       |
| 12                | 5                  | «Індія. Дхарамсала»                | 1 жовтня 2011           | 1,3                       |
| 13                | 6                  | «Індія. Малий Тибет»               | 8 жовтня 2011           | 1,5                       |
| 14                | 7                  | «Індія. Матура»                    | 15 жовтня 2011          | 1,1                       |
| 15                | 8                  | «Індія. Пустеля Тар»               | 22 жовтня 2011          | 1,2                       |
| 16                | 9                  | «Індія. Бомбей»                    | 29 жовтня 2011          | 1,2                       |
| 17                | 10                 | «Індія. Мумбаї»                    | 5 листопада 2011        | 1,2                       |
| 18                | 11                 | «Індія. Качин»                     | 12 листопада 2011       | 1,2                       |
| 19                | 12                 | «Індія. Каньякумарі»               | 19 листопада 2011       | 1,1                       |
| 20                | 13                 | «Індія. Індійська солянка»         | 26 листопада 2011       | 1                         |
| 21                | 14                 | «Індія. Гоа»                       | 3 грудня 2011           | 2                         |
| 22                | 15                 | «Індія. Джайпур»                   | 10 грудня 2011          | 1,7                       |
| 23                | 16                 | «Індія. Зворотний бік Тадж-Махала» | 17 грудня 2011          | 2                         |

### Сезон 3 (Африка)
| № серії (загалом) | № серії (в сезоні) | Назва серії                         | Оригінальна дата показу | Глядачів на YouTube (млн) |
| ----------------- | ------------------ | ----------------------------------- | ----------------------- | ------------------------- |
| 24                | 1                  | «Африка. Танзанія, Ефіопія і Кенія» | 21 квітня 2012          | 2,3                       |
| 25                | 2                  | «Африка. Полювання на лева»         | 28 квітня 2012          | 3,6                       |
| 26                | 3                  | «Африка. Кенія»                     | 5 травня 2012           | 1,5                       |
| 27                | 4                  | «Африка. Масаї»                     | 12 травня 2012          | 2,3                       |
| 28                | 5                  | «Африка. Сафарі»                    | 19 травня 2012          | 1,3                       |
| 29                | 6                  | «Африка. Кіліманджаро»              | 26 травня 2012          | 1,7                       |
| 30                | 7                  | «Африка. Крокодиляча ферма»         | 2 червня 2012           | 3,4                       |
| 31                | 8                  | «Африка. Дар-ес-Салам»              | 9 червня 2012           | 1,4                       |
| 32                | 9                  | «Африка. Занзібар»                  | 16 червня 2012          | 4                         |
| 33                | 10                 | «Африка. Долина Омо - Етіопія»      | 23 червня 2012          | 4                         |
| 34                | 11                 | «Африка. Етіопія. Мурсі»            | 30 червня 2012          | 2,7                       |
| 35                | 12                 | «Африка. Етіопія»                   | 7 липня 2012            | 3,7                       |
| 36                | 13                 | «Африка. Аддіс-Абеба»               | 21 липня 2012           | 1,8                       |
| 37                | 14                 | «Африка. Етіопія»                   | 21 липня 2012           | 2                         |
| 38                | 15                 | «Африка»                            | 28 липня 2012           | 1,5                       |

### Сезон 4 (В'єтнам)
| Номер серії | Місце             | Дата виходу |
| ----------- | ----------------- | ----------- |
| 1           | Хошимін           |             |
| 2           | Даклак            |             |
| 3           | Нячанг            |             |
| 4           | Нячанг            |             |
| 5           | Камбоджа          |             |
| 6           | Нячанг            |             |
| 7           | Меконг            |             |
| 8           | Меконг            |             |
| 9           | Ханой             |             |
| 10          | Ханой             |             |
| 11          | Ханой             |             |
| 12          | Шапа              |             |
| 13          | Північний В'єтнам |             |
| 14          | Халонг            |             |
| 15          | Халонг Дошон      |             |
| 16          | Ханой             |             |
| 17          | Хошимін Вунгтау   |             |
| 18          | Муйне             |             |
| 19          | Хюе Далат         |             |

### Сезон 5 (Індонезія)
| Номер серії | Місце                              | Дата виходу |
| ----------- | ---------------------------------- | ----------- |
| 1           | Нова Гвінея, Балі, Ява             |             |
| 2           | Нова Гвінея                        |             |
| 3           | Нова Гвінея                        |             |
| 4           | Острів Сулавесі                    |             |
| 5           | Сулавесі                           |             |
| 6           | Нова Гвінея                        |             |
| 7           | Вамен, Нова Гвінея                 |             |
| 8           | Долина Балієм, Нова Гвінея         |             |
| 9           | Острів Ява, Джакарта               |             |
| 10          | Острів Ява, Джакарта               |             |
| 11          | Нова Гвінея, Балієм                |             |
| 12          | Нова Гвінея, Вамен, Балієм         |             |
| 13          | Острів Калімантан, Острів Сулавесі |             |
| 14          | Калімантан                         |             |
| 15          | Острів Ява                         |             |
| 16          | Острів Балі                        |             |
| 17          | Острів Балі                        |             |
| 18          | Балі                               |             |
| 19          | Джакарта                           |             |
| 20          | Нова Гвінея                        |             |
| 21          | Балі, Джакарта, Сурабая            |             |
| 22          | Острів Комодо, Острів Балі         |             |

### Сезон 6 (Латинська Америка)
| Номер серії | Місце              | Дата виходу |
| ----------- | ------------------ | ----------- |
| 1           | Мексика, Куба      |             |
| 2           | Мексика            |             |
| 3           | Мексика            |             |
| 4           | Мехіко, Теотіукан  |             |
| 5           | Гвадалахара, Помуч |             |
| 6           | Оахака             |             |
| 7           | Куба               |             |
| 8           | Куба               |             |
| 9           | Гавана, Куба       |             |
| 10          | Мексика            |             |
| 11          | Мексика            |             |
| 12          | Мексика, Куба      |             |

### Сезон 7 (Південна Америка)
| Номер серії | Місце        | Дата виходу |
| ----------- | ------------ | ----------- |
| 1           | Болівія      |             |
| 2           | Потосі       |             |
| 3           | Болівія      |             |
| 4           | Кочабамба    |             |
| 5           | Болівія      |             |
| 6           | Болівія      |             |
| 7           | Болівія      |             |
| 8           | Болівія      |             |
| 9           | Уайна-Потосі |             |

### Сезон 8 (Непал)
| Номер серії | Місце                | Дата виходу |
| ----------- | -------------------- | ----------- |
| 1           | Патан                |             |
| 2           | Гімалаї              |             |
| 3           | Катманду             |             |
| 4           | Покхара              |             |
| 5           | Лукла                |             |
| 6           | Намче-Базар          |             |
| 7           | Намче-Базар Кумджунґ |             |
| 8           | Кумджунґ             |             |
| 9           | Тянгбоче             |             |
| 10          | Еверест              |             |
| 11          |                      |             |
| 12          |                      |             |
| 13          |                      |             |
| 14          |                      |             |
| 15          |                      |             |

### Сезон 14 (Колумбія)
| Номер серії | Місце        | Дата виходу | Примітки |
| ----------- | ------------ | ----------- | -------- |
| 1           | Ельдорадо    |             | [ 133 ]  |
| 2           | Богота       |             | [ 134 ]  |
| 3           | Мусо         |             | [ 135 ]  |
| 4           | Мусо         |             | [ 136 ]  |
| 5           | Мусо         |             | [ 137 ]  |
| 6           | Манісалес    |             | [ 138 ]  |
| 7           | Ла-Кумбре    |             | [ 139 ]  |
| 8           | Калі         |             | [ 140 ]  |
| 9           | Богота       |             | [ 141 ]  |
| 10          | Буенавентура |             | [ 142 ]  |
| 11          | Буенавентура |             | [ 143 ]  |
| 12          | Буенавентура |             | [ 144 ]  |

### Сезон 15 (Україна)
| № серії (загалом) | № серії (в сезоні) | Назва серії                                                        | Оригінальна дата показу | Глядачів на YouTube (млн) |
| --- | ------------------ | ------------------------------------------------------------------ | ----------------------- | ------------------------- |
| 247 | 1                  | «Які скарби приховує Дніпро та як живе Херсонщина без водосховища» | 17 листопада 2023       | 4,4                       |
| Дмитро Комаров на човні відвідує затоплену Херсонщину, знайомиться з місцевими жителями та проводить археологічні дослідження з науковцями.  |                    |                                                                    |                         |                           |
| 248 | 2                  | «Як встановлювали Герб на Батьківщину-Мати»                        | 24 листопада 2023       | 1,5                       |
| Комаров відвідує встановлення герба України на монумент Батьківщину-Україну, бере інтерв'ю у робітників та знайомиться з історією монументу. |                    |                                                                    |                         |                           |
| 249 | 3                  | «Реальна ціна хліба та героїзм українських фермерів»               | 1 грудня 2023           | 1,8                       |
| 250 | 4                  | «Незвичайні природні явища в Україні»                              | 8 грудня 2023           | 1,8                       |
| 251 | 5                  | «Як працюють енергетики Донеччини під час війни»                   | 15 грудня 2023          | 1,3                       |
| 252 | 6                  | «Хто така Маланка та нащо селом водять козу»                       | 22 грудня 2023          | 1,2                       |
| 253 | 7                  | «Гуцульська коляда: як святкують Різдво у селі Криворівня»         | 2 лютого 2024           | 1                         |
| 254 | 8                  | «Як професії минулого трансформувались у справу майбутнього»       | 9 лютого 2024           | 0,8                       |
| 255 | 9                  | «Рекордна Дрогобицька солеварня та унікальний біонічний протез»    | 16 лютого 2024          | 0,8                       |
| 256 | 10                 | «Як повернути втрачене дитинство українським дітям»                | 23 лютого 2024          | 1,1                       |
| 257 | 11                 | «Як живуть діти під час війни у великих прийомних сімʼях?»         | 1 березня 2024          | 0,4                       |
| 258 | 12                 | «Один день в дитячому будинку разом з Першою Леді»                 | 8 березня 2024          | 0,7                       |

### Сезон 16 (Україна)
| № серії (загалом) | № серії (в сезоні) | Назва серії                                                                            | Оригінальна дата показу | Глядачів на YouTube (млн) |
| --- | ------------------ | -------------------------------------------------------------------------------------- | ----------------------- | ------------------------- |
| 247 | 1                  | «Експедиція на острів Зміїний. Світ навиворіт. Україна»                                | 28 лютого 2025          | 2                         |
| Дмитро Комаров відвідує карпати, де знайомиться з місцевими жителями, що виготовляють настоянку на зміях. Вкінці серії він відправляється на острів Зміїний.                                                      |                    |                                                                                        |                         |                           |
| 247 | 2                  | «Експедиція на острів Зміїний. Частина 2. Світ навиворіт. Україна»                     | 7 березня 2025          | 1,3                       |
| Дмитро Комаров відвідує острів Зміїний у Чорному морі, розповідає про його оборону та історію, і згадує, як був тут до початку широкомасштабного вторгнення. Відвідує місцевий музей та збирає шматки експонатів. |                    |                                                                                        |                         |                           |
| 247 | 3                  | «Найвище житло України! Хто живе на вершині Карпат?»                                   | 15 березня 2025         | 1,5                       |
| 247 | 4                  | «Таємниці Карпат: сила горян і спадщина мольфара.»                                     | 21 березня 2025         | 0,9                       |
| 247 | 5                  | «Екстремальна експедиція зимовими карпатами!»                                          | 29 березня 2025         | 0,9                       |
| 247 | 6                  | «Традиції півдня України! Виноробство, кухня та побут Бессарабії!»                     | 4 квітня 2025           | 0,8                       |
| 247 | 7                  | «Як живуть у прифронтових містах на Донеччині?»                                        | 11 квітня 2025          | 0,5                       |
| 247 | 8                  | «БОРОДАЧІ: як живе найбільш таємнича і закрита спільнота в Україні?»                   | 18 квітня 2025          | 0,8                       |
| 248 | 9                  | «ЗАПОРІЖСТАЛЬ ЗСЕРЕДИНИ! Секрет сили українських металургів.»                          | 26 квітня 2025          | 0,6                       |
| 249 | 10                 | «ПОРЯТУНОК ЗІ СТАЛІ: Випробовуємо військові бункери на міцність.»                      | 2 травня 2025           | 0,6                       |
| 250 | 11                 | «Історія батальйону КРИМ та Найбільший храм «кришнаїтів» у Європі.»                    | 9 травня 2025           | 0,5                       |
| 251 | 12                 | «Лікують під КАБами і живуть на лінії фронту вже 12-й рік: реалії життя на Донеччині.» | 16 травня 2025          | 0,3                       |
| 252 | 13                 | «Надважке випробування горами: тренування добровольців 10 ОГШБр»                       | 23 травня 2025          | 0,5                       |

## Трансляція

### Прем'єрна трансляція
- 2010—2022 — 1+1[4]
- 2023—т.ч. — 1+1 Україна[182]

### Повторна трансляція
- 2011—по т.ч. — 1+1 International[183]
- 2024—по т.ч — УНІАН
- 2024—по т.ч. — Світ+
- 2010—2018 — Росія-1
- 2014, 2022—2023 — ТЕТ[184][16]
- 2014—2022 — П'ятниця![185]
- 2014—2017 — 2 канал (Могильов)
- 2017—2022 — Білорусь-2[186]
- 2017 — The Ying Group[30]
- 2017 — Стиль
- 2017—2022 — Новий світ[187]
- 2018—2022 — П'ятниця! International
- 2019—2022 — БілМузТБ
- 2020—по т.ч. — Accent TV[188]
- 2022—по т.ч. — 1+1 Україна
- 2023 — 8 канал (Білорусь)
- 2023 — TV3 Plus LT[189]
- 2023 — НТК[190]

## Інциденти
- 2010 — Камбоджа — У 2-му випуску 1-го сезону, у Сіануквілі бойова отруйна змія рабдофіс вкусила Дмитра Комарова за ліву руку, вчепившись зубами у вену. Вона швидко схопила його за руку перед камерою. Комарову від укусу було дуже боляче, його рука почервоніла, як від опіку. Насправді нічого не мало бути, максимум — температура. Комаров встиг дозняти програму і потім його «накрило»[7].
- 2012 — Африка — У 7-му випуску 3-го сезону, у Танзанії, під час зборів ананасів на плантації Дмитро Комаров хотів обрубати мачете ніжку ананаса, ненароком махнув вгору тильною стороною та розрубав нижню губу Олександру Дмитрієву. Після цього по ній почала трішки текти кров. Комаров запропонував Дмитрієву помазати рану зеленкою, але той відмовився і вона почала гноїтися[191][192].
- 2014 — Індонезія — У 1-му випуску 5-го сезону, у Новій Гвінеї, у провінції Папуа плем'я нащадків людожерів мало не вбило Дмитра Комарова[193].
- 2015 — Латинська Америка — У Кубі, під час знімань 6-го сезону кубинські спецслужби затримали Дмитра Комарова та Олександра Дмитрієва за те, що вони прилетіли на зйомку та планували працювати без супроводу кубинських «КДБшників». За знятий матеріал їм загрожувало до 15 років позбавлення волі. За допомогою українського посольства Комарову та Дмитрієву кілька днів тому вдалося повернутися до України. Спецслужби депортували їх до Мексики. Але вони не здалися і вирішили повернутись і все-таки зробити свою роботу. Усю заборонену техніку зуміли провезти в дуже хитрий спосіб. Після повернення на Кубу за ними відразу вплутався «хвіст». Їх регулярно викликали допити, встановили зовнішнє спостереження та знімали у режимі спецоперації. Консулу України довелося буквально відбивати Комарова та Дмитрієва у «КДБшників» і особисто садити на літак. Усі докази були заховані, відео видалено. Проте виліт все одно був дуже драматичним[194].
- 2015 — Болівія — У Юнгасі Дмитру Комарову довелося подолати власні страхи, ступивши на «дорогу смерті» — за 9 днів він проїхав близько 1000 кілометрів на шляху, де щороку гинуть сотні людей. Якщо подивитися у вікно водія, можна побачити вид на 500-метрову прірву, а колесо знаходиться за п'ять сантиметрів від урвища. Першого дня було дуже страшно, а з п'ятого дня Комаров вже не звертав уваги. Там є негласне правило — на найнебезпечніших ділянках висаджувати пасажирів і їхати самому, а потім чекати на пішохода[56].
- 2016 — Непал — У Гімалаях, на зйомках 8-го сезону Дмитро Комаров мало не загинув[195].
- 2017 — Японія — В 6-му випуску 9-го сезону, на горі Фудзіяма Дмитро Комаров врятував 27-річну дівчину Яйо, яка вже кілька разів намагалася вчинити самогубство, знову набути сенсу життя. Яйо вже знайома глядачам із першого випуску циклу програм про Японію. Тоді Комаров зустрів її біля скелі, де вона повідомила свої наміри звести рахунки з життям. У Яйо є чоловік, діти та улюблена робота, проте вона не бачила сенсу жити далі. Комарова глибоко вразила історія Яйо, і він запросив її у похід до вершини вулкана. Неймовірна краса «гори богів» та доводи Комарова допомогли переконати Яйо відмовитися від своїх намірів. Яйо подякувала Комарову за похід та незабутні враження та пообіцяла, що більше не намагатиметься вчинити самогубство[196].
- 2018 — Бразилія — В 4-му випуску 10-го сезону, під час проведення небезпечного ритуалу камбо Дмитро Комаров мало не помер. Під час проведення ритуалу людині вводять отруту однієї з найнебезпечніших жаб у світі. У племені вважається, що це ліки, які самі шукають проблемні зони і перезавантажують організм. Спочатку запаленим недопалком Комарову зробили три опіки на руці. Потім по живому зірвали шкіру. Жабу розтягують на чотирьох паличках і обережно збирають слиз, який виступає у неї на спині. Ця отрута нагадує гель, її мажуть на рану, і вона одразу потрапляє в кров. Після такого дикого експерименту вже за хвилину у Комарова підвищився тиск, почастішало серцебиття і він знепритомнів. Деякий час він перебував між життям та смертю. Олександр Дмитрієв навіть зняв на відео, як Комаров страждає від болю, стогне і звивається в судомах. Це тривало п'ятнадцять хвилин. Комарова поливали холодною водою, і зрештою він почав приходити в себе. Цей ритуал раз на рік проходять абсолютно всі індіанці. Коли вони покидали плем'я, Комарову сказали, що тепер все його життя піде по-іншому[197].

## Фотовиставки
- 2005 — «Африка», виставка за підсумками експедиції до Кенії і Танзанії.
- 2007—2008 — «Непал. Рік 2064»[198].
- 2009 — «Індосутра», виставка за підсумками експедиції до Індії в 2008—2009 роках[199].
- 2012 — «Азія: світ навиворіт», за підсумками експедиції в країни Південно-Східної Азії[200].

## Допомоги, нагороди та досягнення програми

### Допомоги
У 3-му сезоні про Африку 2012 року Дмитро Комаров розповів глядачам історію про танзанійських чаклунів, які влаштували полювання на місцевих мешканцях із білим кольором шкіри (альбіносах). Їх вбивають, або відрубають їх частини тіла та використовують їх у зловісних ритуалах. Якщо їх використовувати у ритуалах, то прийде багатство. Спокій вони не можуть знайти навіть після смерті та заради кісток розкопують їх могили. 29-річній мешканці Марії Стамфоді сусіди відрубали мачете руки в домі її батьків, коли їй було 25 років, вона чудом залишилася в живих, а її руки забрали собі, а ось 6-річній Фріді Квекі пощастило більше. Коли їй було три роки, її також намагались викрасти, але їй допомогли сусіди, які сполохали викрадачів. Фріду, на щастя, просто кинули у колючки. У її мами Валентини не було грошей на суд, і злочинців випустили через рік.
Єдине місце, де такі діти як Фріда можуть почувати себе впевнено — це спеціальна школа-інтернат. Коли Комаров приїхав в гості до батьків Фріди, насамперед в них запитав: чому її старший брат Діагратус знаходиться у школі, а вона ховається вдома. На що батьки відповіли: вона вже ходила до школи, але її повернули назад, бо вони не мають для неї одягу. Виявляється, Фріда ризикує життям лише тому, що не може купити шкільну форму та сплатити навчання — 12 доларів на рік. Комаров відразу запропонував допомогти їй підготуватися до школи. Весь наступний день вони ходили базаром і складали для неї гардероб на кілька років вперед та оплатили навчання. Просто дати гроші батькам було не можна — вони б пішли не за призначенням, батько — алкоголік.
Від вдячності Фріда почала звертатися до Комарова на «тато» і, як виявилося, навіть після завершення зйомок він не втратив із нею зв'язок та взяв шефство. Опікуватися Фрідою йому допомагала героїня іншого африканського сюжету — харків'янка Валентина, яка живе у Танзанії більше 20 років. Їй він переказував кошти, а вона влаштовувала для Фріди шопінг, повністю її одягала, оплачувала школу, водила до кафе та купувала смаколики. Так приблизно за 100 доларів вони змінили долю Фріди. Для неї справді почалося нове життя.
Через 3 роки з цього моменту Комаров на своєму акаунті «Facebook» додав публікацію, у якій розповів про Фріду:
|  | Фріда подорослішала. Дуже соромиться камери — відводить очі. Добре пам'ятає нас і нашу програму. Із «закордонів» найкраще знає Україну. І дуже вдячна. Її життя завдяки цим зйомкам повністю змінилося. Я пишу все це не для того, щоб похвалитися. Зовсім з іншою метою. Багато глядачів за минулі 3 роки вже знаходили мене і дізнавалися контакти Валі, щоб допомогти Фріді. Якщо є бажаючі підтримати Фріду та інших альбіносів — пишіть лист з темою «Фріда» на naiznanku.tv@gmail.com. Ми дамо прямий контакт харків'янки, яка завжди може зайти до дівчинки в школу. Якщо раптом їдете до Танзанії — можете особисто зайти в інтернат і побачити зірку нашої програми. |

Через 5 років Фріда з'явилася у 30-му ювілейному випуску 11-го сезону про Китай. На момент зйомок випуску їй виповнилося 14 років.

### Нагороди
- 2012 — Премія «Фаворит телепреси—2012» у номінації «Найкраща програма за підсумками голосування глядачів»[203][204].
- 2013 — Премія «Фаворит телепреси—2013» у номінації «Найкраща програма за підсумками голосування глядачів»[205][206].
- 2016 — Статуетка «Телетріумф» у номінації «Кращий ведучий розважальної програми»[207][208].
- 2018 — Премія «Золотий лайк» від телеканалу «1+1» у номінації «Реаліті року»[209].
- 2018 — Премія «XXL men's Awards» в номінації «Обличчя з екрану»[210].
- 2018 — Спеціальна премія від журналу XXL «Інстаграм року» за благодійний проєкт «Чашка Кави», який Дмитро реалізує через власні сторінки в соціальних мережах[210].
- 2019 — Премія «ТЕФІ—2019» у номінації «Просвітницька програма»[211].

### Рекорди
- 2009 — Під час подорожі Індією Дмитро Комаров подолав 20 000 км за 90 днів і встановив рекорд «максимальний пробіг Індією своїм ходом за мінімальний термін».
- 2015 — Після виходу 100 випуску програму «Світ навиворіт» було внесено до Національного реєстру рекордів України за «найбільшу кількість туристичних програм, знятих знімальною групою з двох осіб»[212].
- 2018 — Під час туру містами України Дмитро Комаров роздав 10—185 автографів і встановив рекорд «наймасовіша офіційно зареєстрована автограф-сесія»[213].
- 2019 — Дмитро та досвідчений український пілот Ігор Табанюк (померлий у 2021[214]) пролетіли містами України на невеликому літаку та встановили рекорд «найбільша кількість аеродромів, відвіданих за три дні»[215].

Крім того, програма «Світ навиворіт» ініціювала реєстрацію рекордів для унікальних героїв своїх програм:

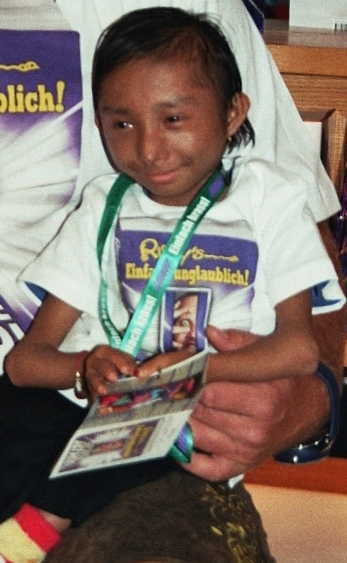
Хагендра Тапа Магар

- 2016 — Непал — 24—річному Хагендрі Тапа Магару, якого називають «Маленьким Буддою» (померлий у 2020[216]), повернули звання «найменшої мобільної людини» у «Книзі рекордів Гіннесса». Його зріст — 67 сантиметрів. У 2010 році Хагендра втратив цей титул, оскільки був знайдений нижчий чоловік. Перегляд даних, ініційований програмою «Світ навиворіт», показав, що Хагендра все ж таки був найнижчою людиною у світі. Згодом його повторно внесли до «Книги рекордів Гіннесса».
- 2018 — Бразилія — Вітор Мартінс був внесений до Національного реєстру рекордів Бразилії як «Найтатуйованіша доросла людина Бразилії».
- 2019 — Бразилія — Валдир Сегато[217], якого називають «Бразильським Галком» (померлий в 2022[218]) встановив рекорд «Найбільший ненатуральний біцепс Бразилії».
- 2021 — Пакистан — Ахмед Хан встановив рекорд «З витріщення очей у Пакистані».